# 샘 존스턴
새뮤얼 루크 존스턴(영어: Samuel Luke Johnstone, 1993년 3월 25일 ~ )는 잉글랜드의 축구 선수로, 현재 울버햄프턴 원더러스에서 골키퍼로 뛰고 있다.
2009년 맨체스터 유나이티드에 정식 입단하였으나, 지난 12월 벤치에 두 차례 앉았음에도 불구하고 아직 정식으로 1군 무대 데뷔는 하지 못했다. 그래서 더 많은 경험을 쌓기 위해 올덤 애슬레틱, 스컨소프 유나이티드, 월솔 FC에 차례대로 임대를 다녀왔다.
그리고, 2015시즌이 끝날때까지 동커스터 로버스로 단기 임대되어 활약한 후, 맨유로 복귀하였다.
맨유와 2014년 6월 만료 예정이던 그는 팀과 3년 재계약을 맺었으며, 2016년 10월 16일(현지시간)에는 구단과 2018년 6월까지 재계약했다. 하지만, 데 헤아와 로메로에게 밀려 한 경기도 출전하지 못했고, 2017년 1월 6일(한국시각)에 남은 시즌 동안 애스턴 빌라로 임대를 떠났다.
16-17 시즌 종료 후, 2017년 7월 14일(한국시각)에 애스톤 빌라에 한 시즌 더 임대되었다. 임대 종료 후, 맨유에 복귀하였다가, 2018 시즌을 앞두고 웨스트브로미치로 이적하였다.

## 국가대표 경력
지난 U-20 월드컵에서는 잉글랜드 대표팀 골키퍼로 활약하였다.